# Ali Hassan Salameh
Ali Hassan Salameh (Arabisch: علي حسن سلامة,  ʿAlī Ḥasan Salāma) (1940? - Beiroet, 22 januari 1979), bijgenaamd Abu Hassan en de Rode Prins, was het hoofd van de Fatah-tak en de terroristische organisatie 'Zwarte September' en het brein achter het bloedbad van München en andere terreuraanvallen. Hij was tevens de oprichter van Force 17. Salameh was de rechterhand van Yasser Arafat en mogelijk ook diens opvolger. Twee jaar na het bloedbad van München verschenen Arafat en Salameh samen in het VN-gebouw in New York.

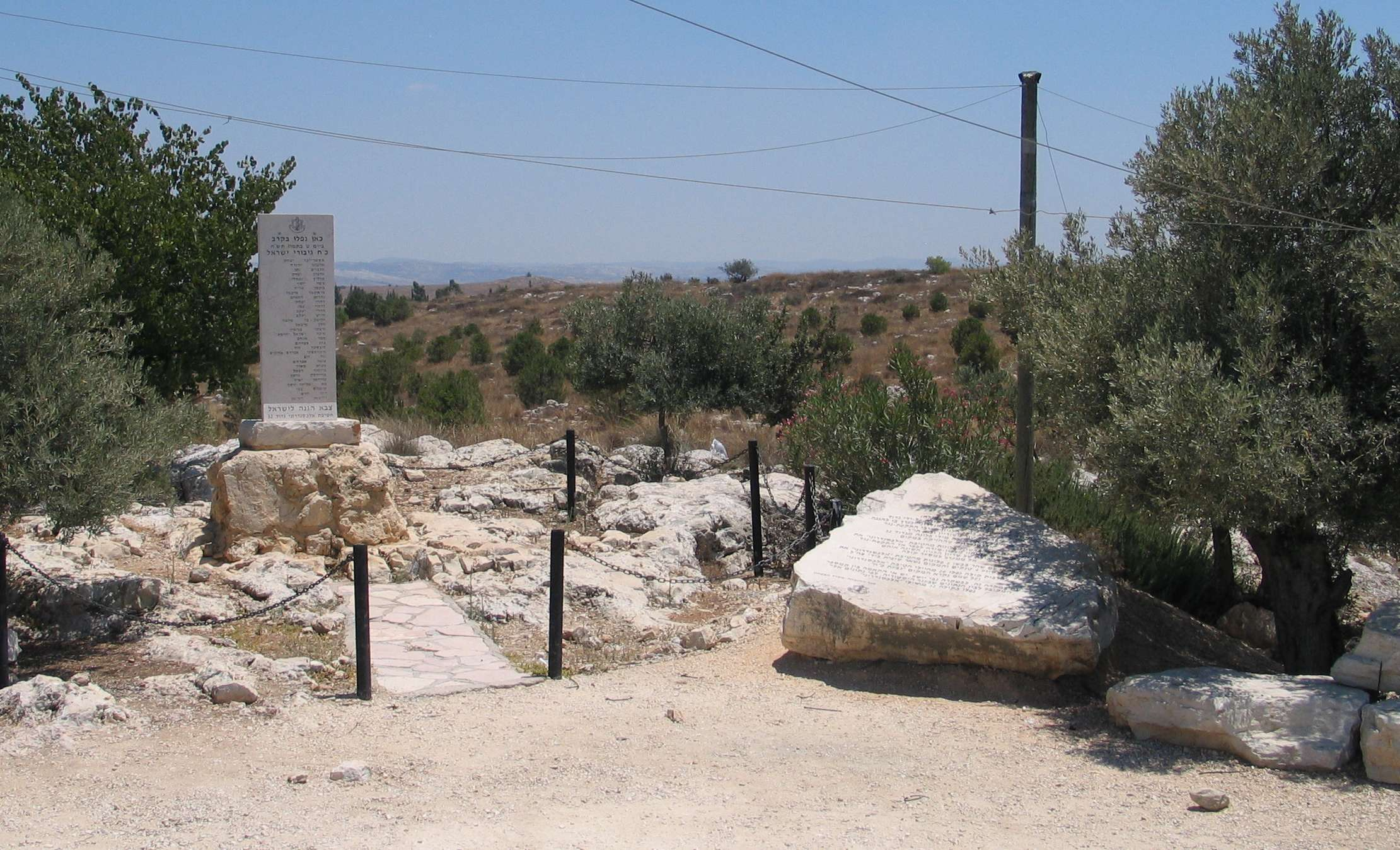
Nu is er een Joods oorlogsmonument, Givat Koach, op het land waar eens Qula lag.

Ali Hassan Salameh werd geboren in het Palestijnse dorpje Qula (district Ramla). In juni 1948 vonden bij Qula gevechten plaats tussen het Israëlische leger en het Arabisch Legioen. Toen het Israëlisch leger op 18 juli het dorp heroverde troffen zij de verminkte lichamen van 19 Israëlische soldaten aan. In de late jaren negentig verklaarden destijds gevluchte dorpelingen tegenover onderzoeker Abdel Jawad dat in het dorp zes bejaarde vrouwen en een man achtergebleven waren die zouden zijn doodgeschoten en verbrand in hun eigen huizen.
Ali Hassan Salameh was de zoon van een Arabische strijder, 'sjeik' Hassan Salameh, die samen met de nazi's vocht voor de Arabische zaak en door hen tijdens operatie Atlas tijdens de zomer 1944 in Palestina geparachuteerd werd en die tijdens de Arabisch-Israëlische Oorlog van 1948 samen met Abd al-Qader al-Hoesseini het Leger van de Heilige Strijd (Jaysh al-Jihad al-Muqaddas) leidde.
De echtgenote van Ali Hassan Salameh, de Libanese Georgina Rizk, was Miss Universe in 1971. Hij sloot zich in 1967 aan bij Al Fatah en stond in aanzien bij Arafat.
De Mossad heeft vijfmaal geprobeerd om hem te liquideren. Een van die malen, in 1973, doodde deze abusievelijk de onschuldige Marokkaans-Noorse kelner Ahmed Bouchiki, in wat bekend is geworden als de Lillehammer-affaire.
Uiteindelijk liquideerde de Mossad Abu Hassan op 22 januari 1979 in Beiroet, door een van afstand bediende autobom. Dankzij een vrouwelijke Mossadagent wist men zijn dagelijkse routines. Bij deze moordaanslag kwamen ook zijn vier bodyguards en vier toevallige voorbijgangers om het leven, onder wie een non uit de toenmalige bondsrepubliek Duitsland en een student uit het Verenigd Koninkrijk.
Volgens sommige bronnen onderhield Salameh contact tussen de PLO en de CIA van 1970 tot zijn dood.